# Rastkapelle (Hohenaschau im Chiemgau)

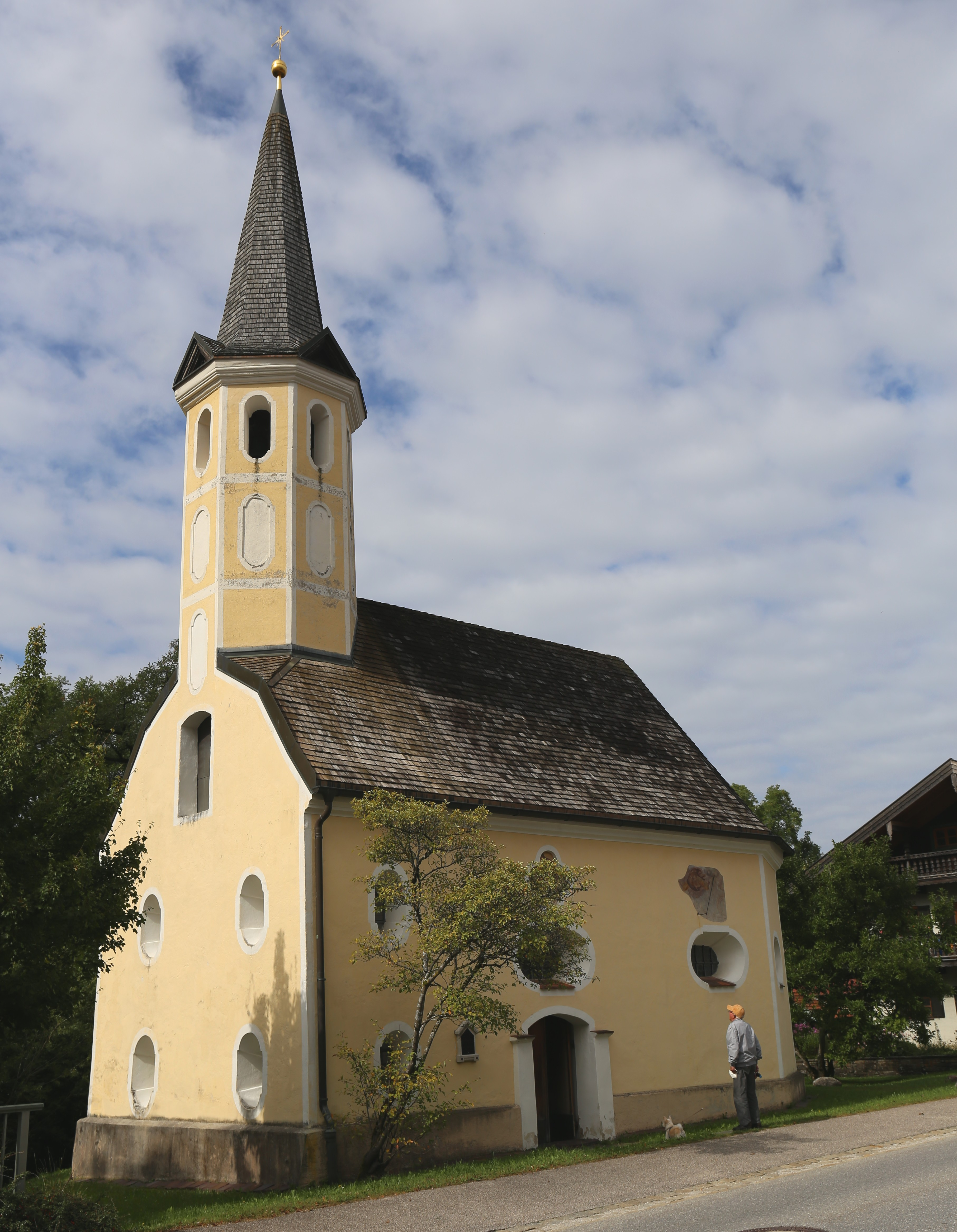
Rastkapelle in Hohenaschau im Chiemgau

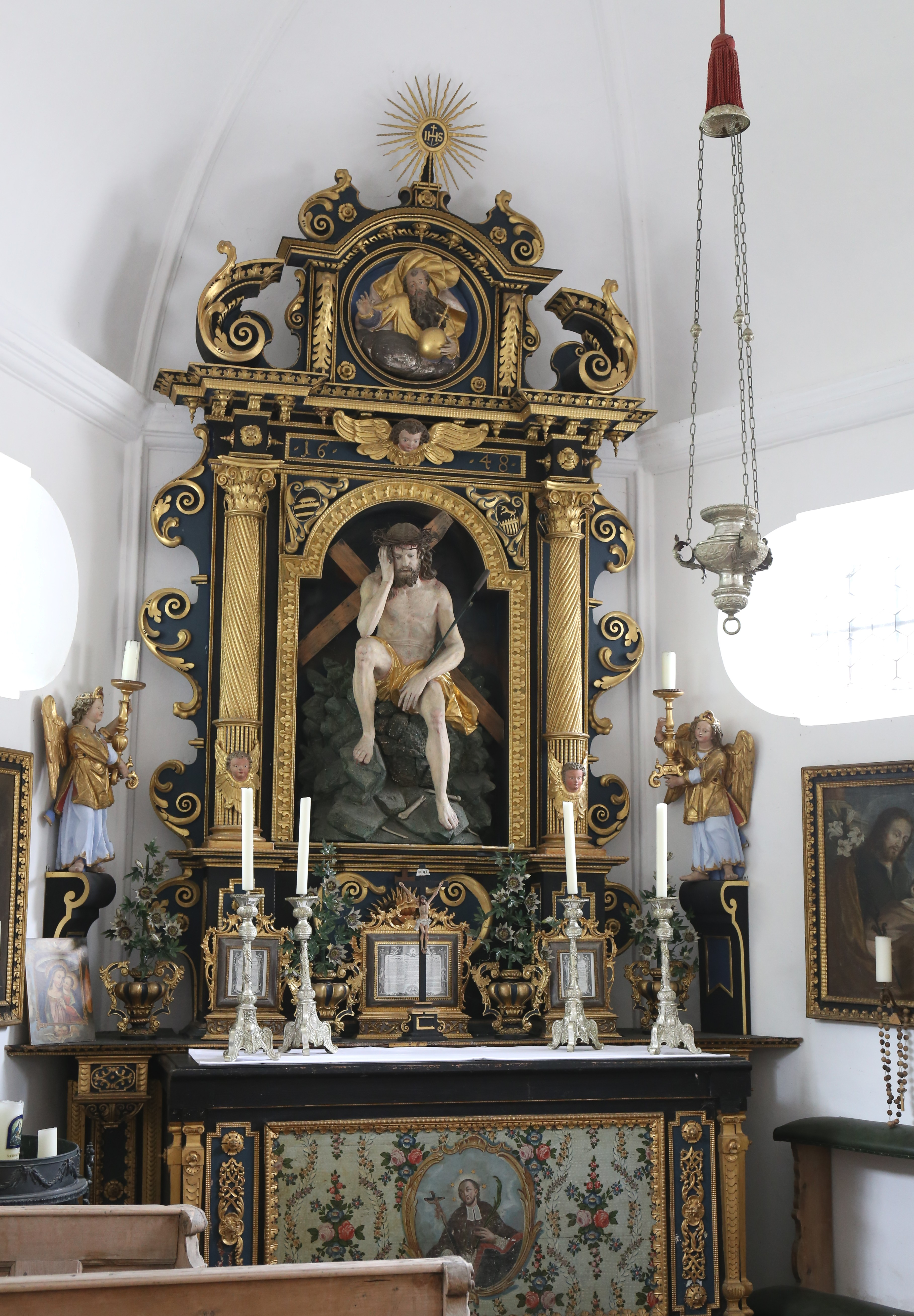
Altar im Innenraum

Die Rastkapelle steht in Hohenaschau im Chiemgau, einem Gemeindeteil von Aschau im Chiemgau im oberbayerischen Landkreis Rosenheim. Das Bauwerk ist in der Liste der Baudenkmäler in Aschau im Chiemgau als Baudenkmal unter der Nr. D-1-87-114-65 eingetragen.

## Beschreibung
Die 1648 gebaute frühbarocke Kapelle besteht aus dem Langhaus, dem dreiseitig geschlossenen Chor im Norden und dem achteckigen Giebelreiter über der Fassade im Süden, der im 19. Jahrhundert seinen spitzen Helm erhielt.
Auf dem Altarretabel des Altars ist Christus in der Rast oder Christus im Elend dargestellt. Das Bild zeigt Jesus unmittelbar vor der Kreuzigung auf einem Stein sitzend, den linken Arm auf den Oberschenkel gelegt und mit der rechten Hand den Kopf stützend.